# López (apellido)
López es un apellido patronímico derivado del nombre de pila Lope, y por tanto, sin parentesco unos con otros. Según datos del INE, de 2016, es el quinto apellido más extendido en España, tras García, Fernández, González y Rodríguez. 871 146 personas lo llevaban como primer apellido, lo que equivale al 1,87% de la población empadronada en España.
Su variante en portugués es Lopes, en francés es Loup, en italiano es Luppi, en rumano es Lupu o Lupescu, en catalán es Llopis.
Los apellidos patronímicos están muy difundidos y son aquellos que han sido originados por un nombre propio. Durante la Edad Media en varios reinos de la península Ibérica se utilizaba la desinencia patronímica -ez. El apellido López es un ejemplo claro de esto: del nombre de pila Lope deriva López. Lope, a su vez, parece provenir del latín lupus ("lobo").
Al apellido se le atribuía el significado de "gobernador" porque su origen es romano, pero en la actualidad los estudios históricos concluyeron que el patronímico de Lope unido con el sufijo ez significa "hijo de Lobos".
En el contexto de la conversión de familias judías a la fe católica, algunas familias judías sefardíes conversas adoptaron el apellido hispánico, sin embargo, el apellido ya existía desde antes de la adopción de estos y no se origina en este grupo étnico expulsado de España en 1492.

## Origen
Hay distintas historias sobre su posible origen. En una de ellas se indica que en tiempos de la dominación romana, llegó a la colonia loma bonita una familia llamada de los Lupos, de origen patricio. De dicha familia procedía la reina Lupa, o Loba, residente en Galicia, en cuya región se originó la rama más antigua que después pasó a Andalucía. De este modo es bastante probable que el apellido fuese de origen gallego, y se extendió rápidamente por la península ibérica.
En la batalla de las Navas de Tolosa de 1212 hay constancia de la presencia de numerosos caballeros López, así como en la batalla del Salado de 1340, en la conquista de Lorca, Córdoba, Antequera y otras ciudades. Por ello es posible que, de tanto participar en acciones bélicas por aquellas tierras, el apellido se extendiera por todo el sur de la península ibérica.
La posterior conquista del continente americano, llevó a su difusión por toda Hispanoamérica.
A pesar de que judíos sefardíes conversos adoptaron el apellido López de sus padrinos cristianos (conservándolo tras huir a Holanda, América o al Imperio
Turco, muchos volviendo a la religión judía), el origen del apellido no es judío sefardí.

## Escudo de armas
Dado que López es un apellido patronímico, no existe un origen común y tampoco hay un escudo único para el apellido, existiendo, por una parte, diferentes linajes o casas solares con derecho a usar escudo y, por otra, apellidos sin escudo por no pertenecer a una casa solar, no teniendo parentescos entre sí unos con otros. Sólo el estudio genealógico de un apellido permite establecer si le corresponde o no el uso de un escudo específico.
1. En campo de gules trece bezantes de oro.
2. Para los de Cantabria, naturales de Sopeña, se les da el siguiente escudo de armas: campo de plata y trece roeles de azur. Otros usaron campo de plata con cuatro lobos de su color vueltas las cabezas. No incidió mucho en Cantabria, donde lo encontramos casi siempre unido a algún topónimo.
  1. Así, los López de la Peña, del valle de Soba, llevaron por armas: escudo cortado; primero, en campo de sinople, castillo de oro aclarado de azur y bordura de gules con ocho sotuers de oro para el apellido López. Los López del Rivero de Buelna, para López usaron: escudo partido; primero, en campo de azur, castillo de plata y bordura con ocho escudetes cargados cada uno de una banda de gules. Los López de la Flor, para el patronímico, usaron: en campo de gules, seis roeles de oro y bordura de plata con ocho aspas de gules.[6]

|  |
|  |

|  |
|  |

|  |
|  |

|  |
|  |

|  |
|  |

|  |
|  |